# Sungir
Sungir o Sunghir (del ruso: Сунгирь) es un yacimiento arqueológico situado al centro oeste de Rusia, siendo uno de los registros más antiguos de modernos Homo sapiens en Europa. Está situado aproximadamente a unos 200 km al este de Moscú, en las afueras de Vladímir, cerca del río Klyazma. Las dataciones radiocarbónicas dan una cronología de entre 28 000 y 30 000 años de antigüedad.

El yacimiento contiene numerosas sepulturas: los restos de un hombre más viejo y de dos adolescentes, en una sepultura particularmente bien conservada, con un ajuar rico y abundante que sugiere que ambos pertenecían a la misma clase.